# Шанхайская академия международных исследований
Шанхайская академия международных исследований также ШАМИ (кит. упр. 上海国际问题研究院) — исследовательское учреждение в Китае, основанное в 1960 г. Основной задачей является изучение мировой политики, экономики, безопасности и международных отношений между КНР и другими странами мира. ШАМИ также поддерживает тесное отношение и сотрудничает с отечественными и зарубежными исследовательскими организациями посредством совместного проведения научных конференций. На данный момент[когда?] полностью перешла под непосредственное подчинение МИД КНР.

## История
Создан в Шанхае под названием Шанхайский институт международных исследований в 1960 г. при непосредственном участии Чжоу Эньлая для проведения исследований в области международной и внешней политики Китая, экономики и безопасности. В 2009 г. был переименован в Шанхайскую академию международных исследований.

## Руководство
Долгое время президентом ШАМИ являлся Ян Цземянь. Два года назад вместо него был назначен новый президент — относительно молодой Чэн Дунсяо.
Вице-президенты ШАМИ: Ян Анлин и Ян Цзиэн.

## Структура
В состав ШАМИ входят 6 институтов:
- Институт международных стратегических исследований. Занимается изучением вопросов международной стратегии, международной стратегии Китая, стратегии сверхдержав, вопросы региональной и глобальной стратегии, безопасности, международного контроля над вооружениями.
- Институт глобальных проблем управления. Специализируется на двух основных направлениях исследований, связанных с глобальным управлением. Первое фокусируется на изучении глобальных политических институтов в области безопасности, развития, будущего развития, культуры и других важных проблем, их эволюции и институционального строительства в каждом субрегионе. Второе уделяет особое внимание вопросам энергетической безопасности, изменению климата и окружающей среды, международному сотрудничеству по борьбе с терроризмом, женскому вопросу и т. д. Большинство из них носит трансграничный характер и относится к проблемам нетрадиционной безопасности.
- Институт мировой экономики. Занимается компаративистским исследованием моделей экономического развития, функционированием и реформой международной финансовой и торговой систем, экономической политикой иностранных государств и взаимоотношениями между ведущими экономиками мира. Интерес представляет также изучение региональных и межрегиональных тенденций по углублению экономической интеграции в Азии, Европе и пр.
- Институт внешнеполитических исследований. Осуществляет изучение внешней политики Китая и мировых сверхдержав, в частности, внешнеполитической практики сверхдержав и взаимоотношений между ними, дипломатических отношений Китая с основными странами и регионами мира, критических и узловых точек китайской внешней политики, анализирует внешнеполитическую деятельность Китая и разрабатывает теоретические основы внешней политики с китайской спецификой.
- Институт Тайваня, Гонконга и Макао. Проводит исследование политического, экономического и социального развития Тайваня, Гонконга и Макао по двум направлениям. Первое рассматривает практические и теоретические аспекты политического и экономического взаимодействия Китая с Тайванем, Гонконгом и Макао с акцентом на изучение новых моментов в содержании формулы «одна страна, две системы» в новых условиях. Второе анализирует политику и отношения главных международных акторов по отношению к Тайваню, Гонконгу и Макао.
- Институт анализа и обработки данных. Выполняет функции издательства.

Кроме того, ШАМИ особенно уделяет внимание на региональное изучение международных проблем. ШАМИ включает в себя 11 научно-исследовательских центров по изучению разных регионов планеты и по важными тематикам международных отношений. Это именно:
- Центр международных организаций и международного права
- Центр мировой экономики
- Центр США
- Центр Европы
- Центр АТР
- Центр Японии
- Центр России и Центральной Азии
- Центр Южной Азии
- Центр Западной Азии и Африки
- Центр этнорелигиозных и культурных проблем
- Центр гендерных исследований

## Деятельность
Шанхайская академия международных исследований является одним из наиболее крупных и авторитетных МЦ Китая, оказывающих влияние на правительство в вопросах международной политики. География исследований включает в первую очередь США, Японию, Европу, Россию и Центральную Азию, АТР, Ближний Восток. Проводит исследования по важным вопросам международной политики, экономики и безопасности, делает прогнозы развития ситуации, изучает отношения между ведущими сверхдержавами, политику государств, граничащих с Китаем.
О результатах своей деятельности информирует соответствующие государственные министерства и ведомства Китая. Консультирует политиков местного и центрального уровня по вопросам международных отношений. Дистанцируется от рассмотрения военных проблем. ШАМИ ежегодно проводит научные симпозиумы по разным тематикам.